# HC Pašek Jesenice
HC Pašek Jesenice (celým názvem: Hockey Club Pašek Jesenice) byl český klub ledního hokeje, který sídlil ve městě Jesenice ve Středočeském kraji. Založen byl v roce 1933 pod názvem SK Slávia Jesenice. Svůj poslední název nesl od roku 1990, a to poté co se do klubového vedení dostal vnuk někdejšího zakládajícího funkcionáře jesenických hokejistů Františka Paška Luboš Pašek. Postupně však klub nestačil na sílící úroveň krajského hokeje, takže v posledních letech účinkoval pouze na okresní úrovni. Zanikl v roce 2009.
Své domácí zápasy odehrával ve Velkých Popovicích na tamějším zimním stadionu s kapacitou 900 diváků.

## Přehled ligové účasti
Stručný přehled
Zdroj:
- 1936–1937: Středočeská III. třída – sk. Západ (5. ligová úroveň v Československu)
- 1937–1938: Středočeská II. třída – sk. Jih (4. ligová úroveň v Československu)
- 1938–1939: Středočeská II. třída – sk. Sever (3. ligová úroveň v Československu)
- 1939–1941: Balounkova I. B třída – sk. Jih (3. ligová úroveň v Protektorátu Čechy a Morava)
- 1941–1942: Balounkova II. třída – sk. ? (4. ligová úroveň v Protektorátu Čechy a Morava)
- 1949–1950: Středočeská II. třída – sk. G (4. ligová úroveň v Československu)
- 1950–1951: Středočeská I. třída – sk. CH (3. ligová úroveň v Československu)
- 2003–2004: Středočeská krajská soutěž (5. ligová úroveň v České republice)
- 2004–2005: Středočeská krajská soutěž – sk. B (5. ligová úroveň v České republice)
- 2005–2008: Okresní přebor - Praha-západ (6. ligová úroveň v České republice)

Jednotlivé ročníky
Zdroj:
Legenda: ZČ - základní část, červené podbarvení - sestup, zelené podbarvení - postup, fialové podbarvení - reorganizace, změna skupiny či soutěže
| Československo (1936 – 1938)             |                                    |           |          |                                       |                      |
| Sezóny                                   | Soutěž                             | Úroveň    | ZČ       | Play-off, nadstavba, sk. o udržení... | Poznámky             |
| 1936/37                                  | Středočeská III. třída – sk. Západ | 5. úroveň | 1. místo |                                       | Postup               |
| 1937/38                                  | Středočeská II. třída – sk. Jih    | 4. úroveň | 5. místo |                                       | Reorganizace         |
| 1938/39                                  | Středočeská II. třída – sk. Sever  | 3. úroveň | 2. místo |                                       | Reorganizace         |
| Protektorát Čechy a Morava (1939 – 1944) |                                    |           |          |                                       |                      |
| Sezóny                                   | Soutěž                             | Úroveň    | ZČ       | Play-off, nadstavba, sk. o udržení... | Poznámky             |
| 1939/40                                  | Balounkova I. B třída – sk. Jih    | 3. úroveň | 3. místo |                                       |                      |
| 1940/41                                  | Balounkova I. B třída – sk. Jih    | 3. úroveň | 4. místo |                                       | Sestup               |
| 1941/42                                  | Balounkova II. třída – sk. ?       | 4. úroveň | 4. místo |                                       |                      |
| ...                                      |                                    |           |          |                                       |                      |
| Československo (1945 – 1993)             |                                    |           |          |                                       |                      |
| Sezóny                                   | Soutěž                             | Úroveň    | ZČ       | Play-off, nadstavba, sk. o udržení... | Poznámky             |
| ...                                      |                                    |           |          |                                       |                      |
| 1949/50                                  | Středočeská II. třída – sk. G      | 4. úroveň | ?. místo |                                       | Postup               |
| 1950/51                                  | Středočeská I. třída – sk. CH      | 3. úroveň | ?. místo |                                       | Reorganizace         |
| ...                                      |                                    |           |          |                                       |                      |
| Česko (1993 – 2008)                      |                                    |           |          |                                       |                      |
| Sezóny                                   | Soutěž                             | Úroveň    | ZČ       | Play-off, nadstavba, sk. o udržení... | Poznámky             |
| ...                                      |                                    |           |          |                                       |                      |
| 2003/04                                  | Středočeská krajská soutěž         | 5. úroveň | 9. místo |                                       | Reorganizace         |
| 2004/05                                  | Středočeská krajská soutěž – sk. B | 5. úroveň | 5. místo | Skupina o umístění (9. místo)         | Odhlášení ze soutěže |
| 2005/06                                  | Okresní přebor - Praha-západ       | 6. úroveň | ?. místo |                                       |                      |
| 2006/07                                  | Okresní přebor - Praha-západ       | 6. úroveň | 3. místo |                                       |                      |
| 2007/08                                  | Okresní přebor - Praha-západ       | 6. úroveň | 4. místo |                                       |                      |